# Сетчатая оболочка (архитектура)

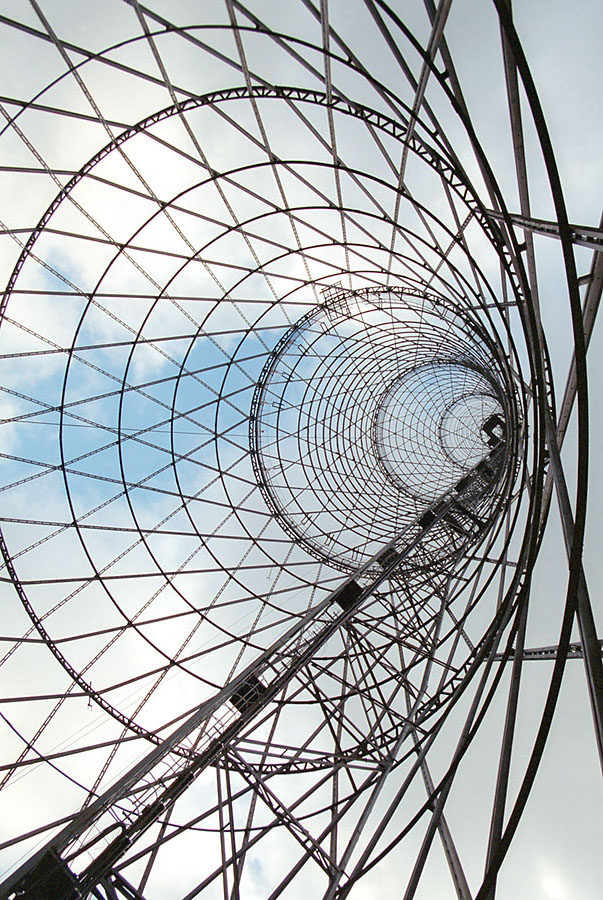
Шуховская башня на Шаболовке в Москве

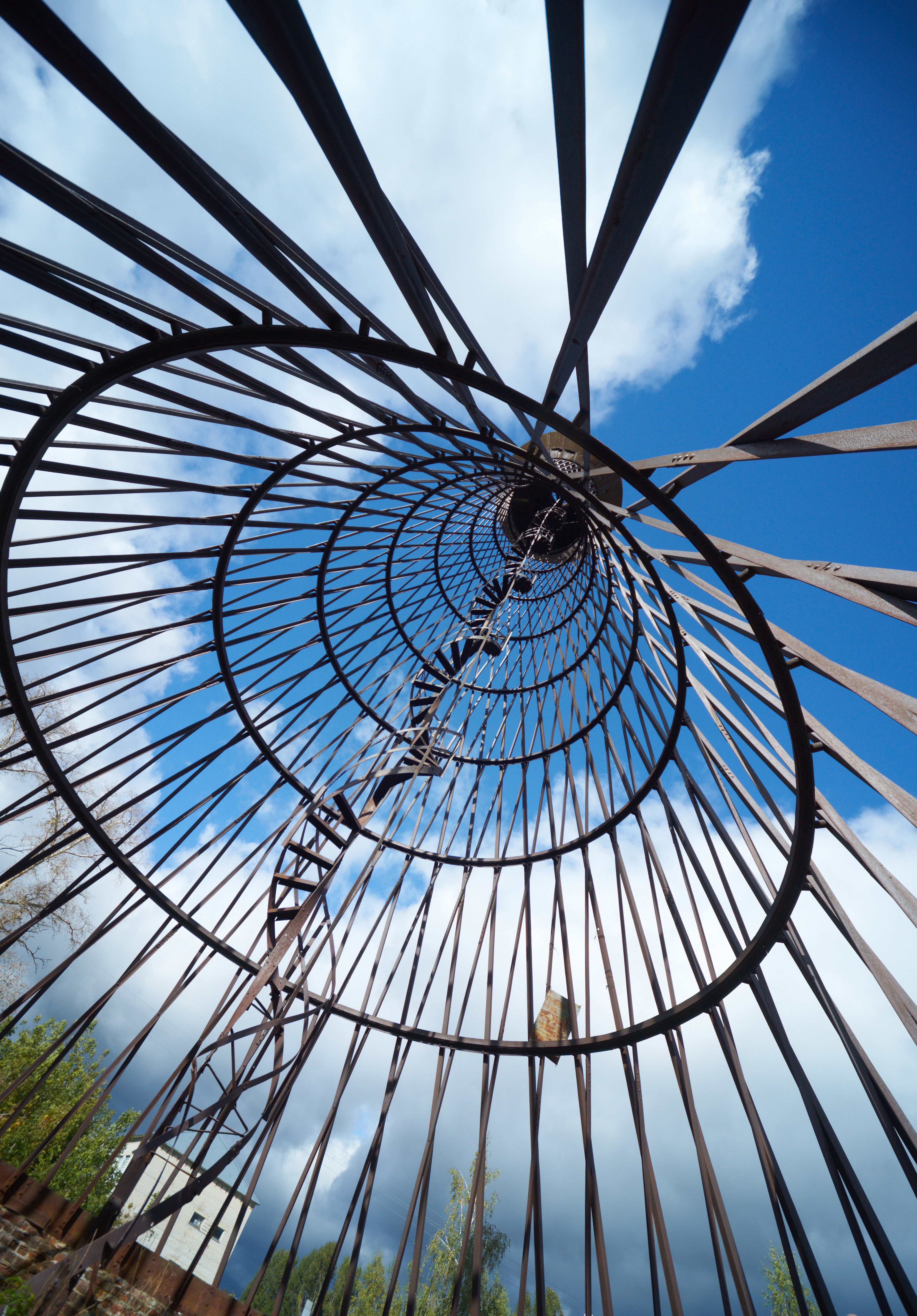
Первая в мире (1896 г.) сетчатая башня-оболочка конструкции В. Г. Шухова в Полибине, 2009

Сетчатая оболочка — несущая строительная конструкция, получившая распространение в прогрессивной архитектуре начиная с конца XIX века. Используются сетчатые перекрытия-оболочки, башни-оболочки и сложные сетчатые аморфные конструкции. Несущие сетчатые оболочки выполняются из металлов, композиционных материалов и древесины. До середины XX века несущие сетчатые оболочки использовались редко ввиду сложности расчёта, повышенных требований к качеству материалов и соблюдению технологий монтажа.

## Гиперболоидные оболочки Шухова
Стальные сетчатые гиперболоидные оболочки с ромбовидной несущей решёткой впервые использовал в архитектуре русский инженер и архитектор Владимир Григорьевич Шухов в 1896 году. Он изобрёл и запатентовал три вида сетчатых несущих оболочек (висячие, выпуклые и башни-оболочки: патенты Российской Империи № 1894, № 1895, № 1896; от 12 марта 1899 года, заявленные Шуховым 27.03.1895 − 11.01.1896). Для Всероссийской промышленной и художественной выставки 1896 года в Нижнем Новгороде Шухов построил восемь гигантских павильонов с первыми в мире перекрытиями в виде сетчатых оболочек и первую в мире ажурную сетчатую башню-оболочку (была куплена после выставки меценатом Ю. С. Нечаевым-Мальцовым и перенесена в его имение Полибино (Липецкая область), где сохранилась до настоящего времени). Главной особенностью оболочек Шухова является использование гиперболоидных форм, следствием чего является возможность собирать их из длинных прямолинейных элементов, не имеющих переломов.

## Прочие сетчатые оболочки
Большой вклад во внедрение несущих сетчатых оболочек в мировую архитектуру внесли знаменитые архитекторы Бакминстер Фуллер, Норман Фостер, Фрэнк Гери, Николас Гримшоу, Сантьяго Калатрава. Полное признание и широкое распространение в прогрессивной архитектуре сетчатые оболочки получили в течение последних двух десятилетий благодаря внедрению компьютеров в практику расчёта конструкций и появлению новых строительных материалов и технологий. В XXI веке сетчатые оболочки стали одним из главных средств формообразования авангардных зданий, включая небоскрёбы и шедевры стиля «хай-тек».
В строительной практике железобетонные несущие оболочки, несколько аварий которых произошли в России в последние годы, постепенно вытесняются сетчатыми несущими оболочками. Стальные сетчатые оболочки зданий и сооружений эксплуатируются в российском климате безаварийно, а сетчатые оболочки В. Г. Шухова не разрушаются без защиты от коррозии 70-100 лет.
Основным отличием современных сетчатых оболочек от гиперболоидных конструкций В. Г. Шухова является использование узловых соединений, в результате чего конструкция собирается из сравнительно коротких элементов, сходящихся в узлах. Пояса башен такой конструкции имеют ломаную форму, а не прямую, как у шуховских.

## Гиперболоидные сетчатые оболочки
- Шуховская башня
- Ротонда Шухова
- Башня порта Кобе
- Телебашня Гуанчжоу

## Современные сетчатые оболочки
- Геодезический купол
- Олимпийский стадион (Мюнхен)
- Пекинский оперный театр
- Радиотелевизионная башня (Москва)

## Галерея

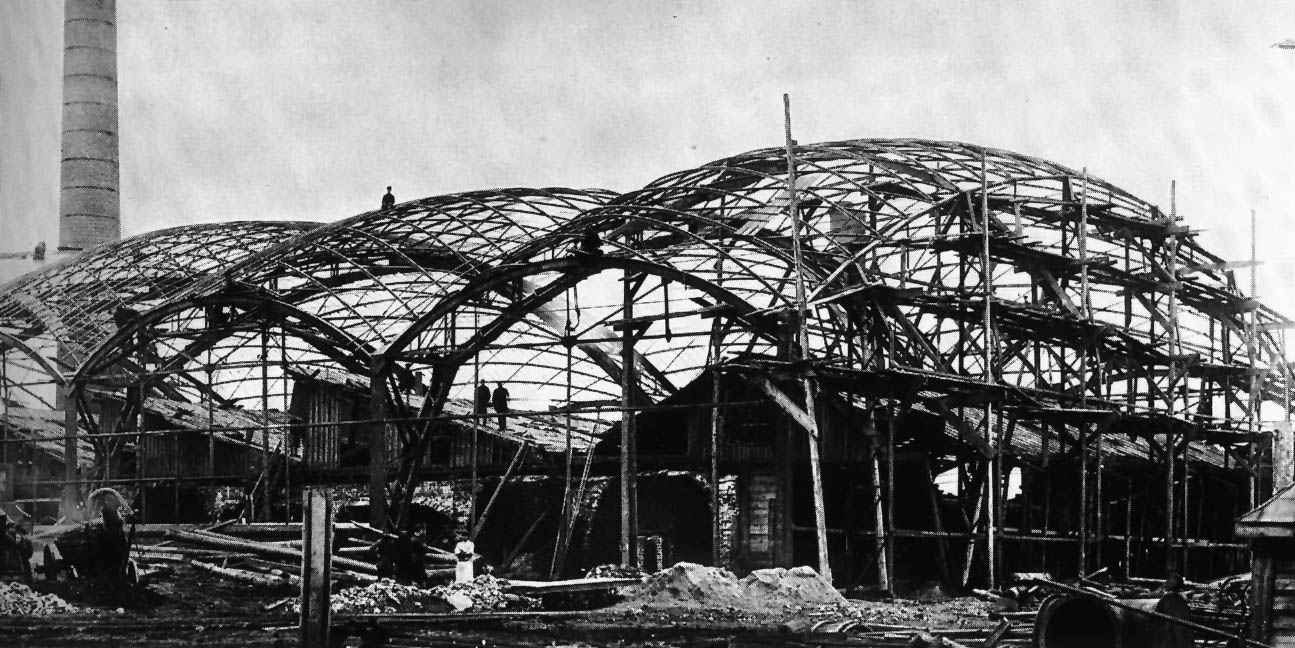
Первые в мире сетчатые оболочки-перекрытия двоякой кривизны конструкции В. Г. Шухова на ВМЗ, 1897
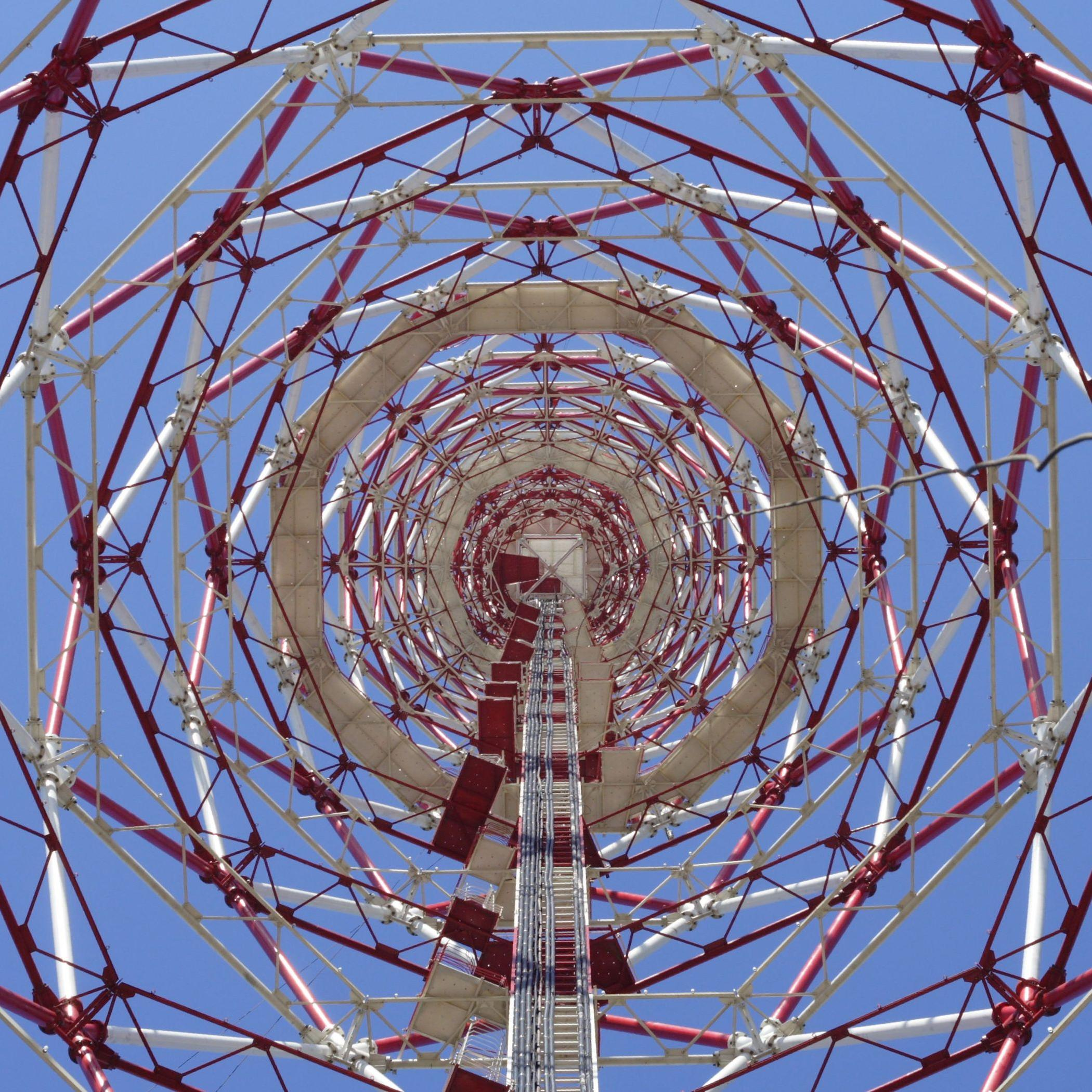
Вид от подножия сетчатой радиотелебашни в Москве
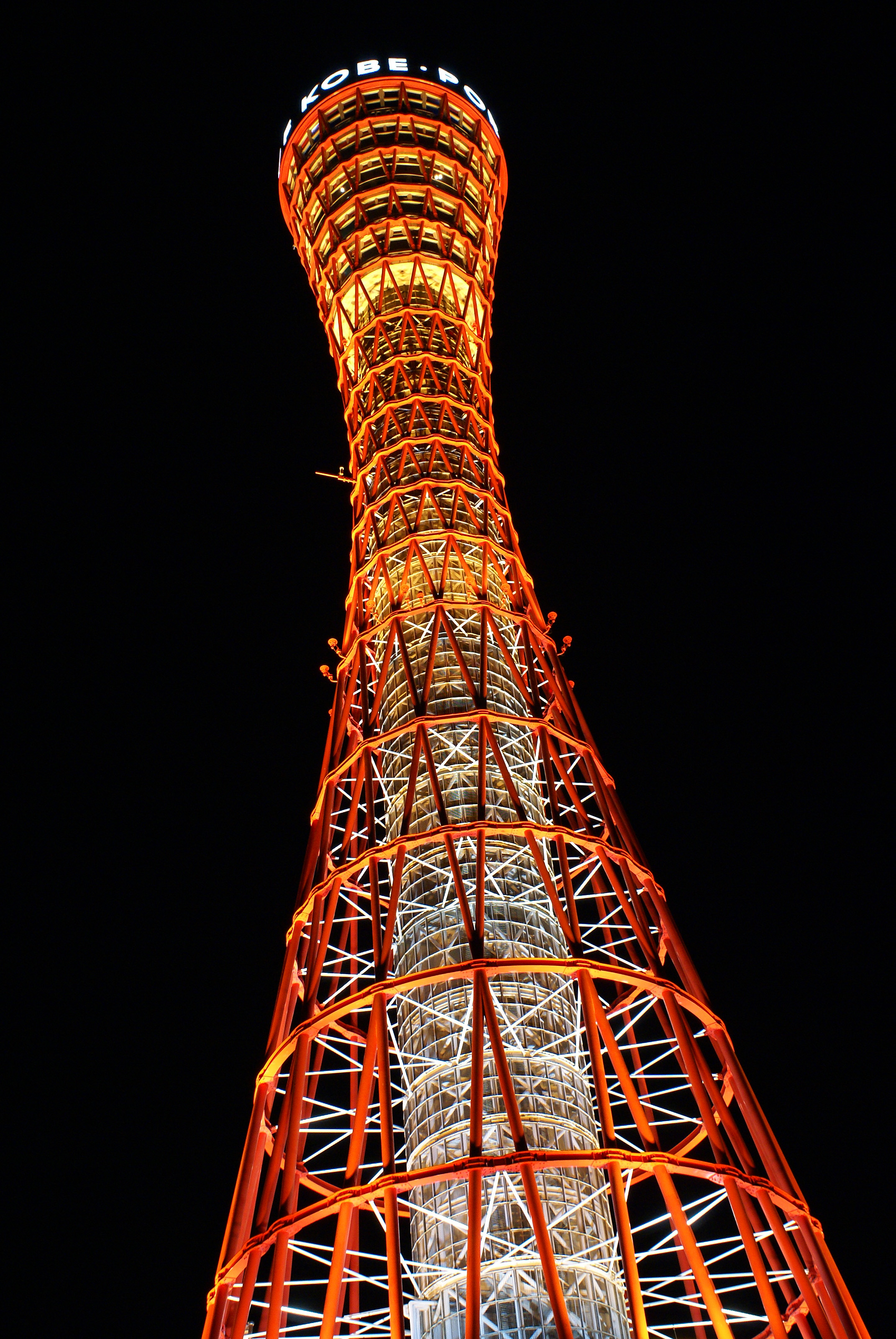
Сетчатая башня-оболочка в порту Кобе, Япония
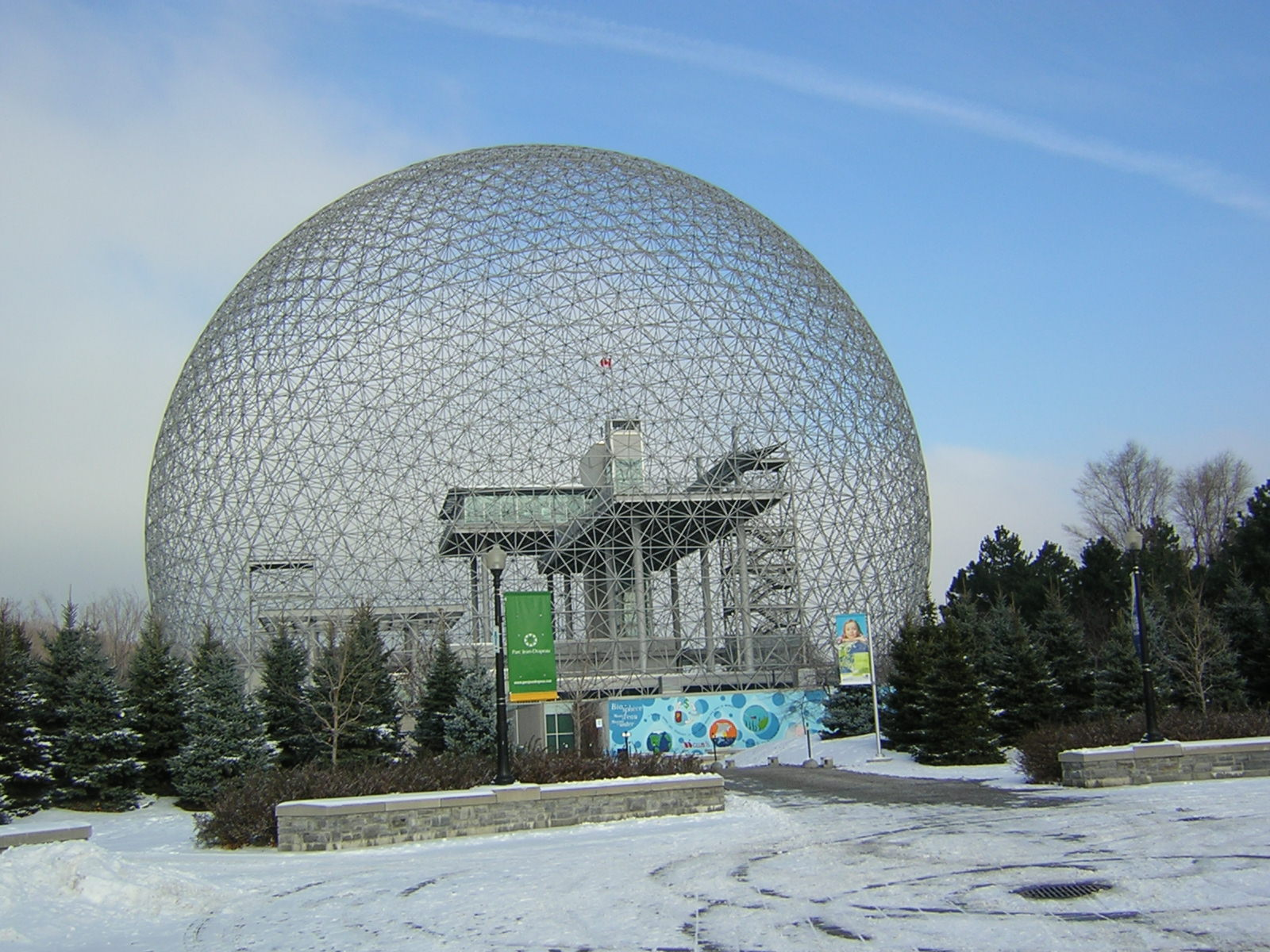
Сетчатая оболочка биосферы Бакминстера Фуллера, Монреаль, Канада
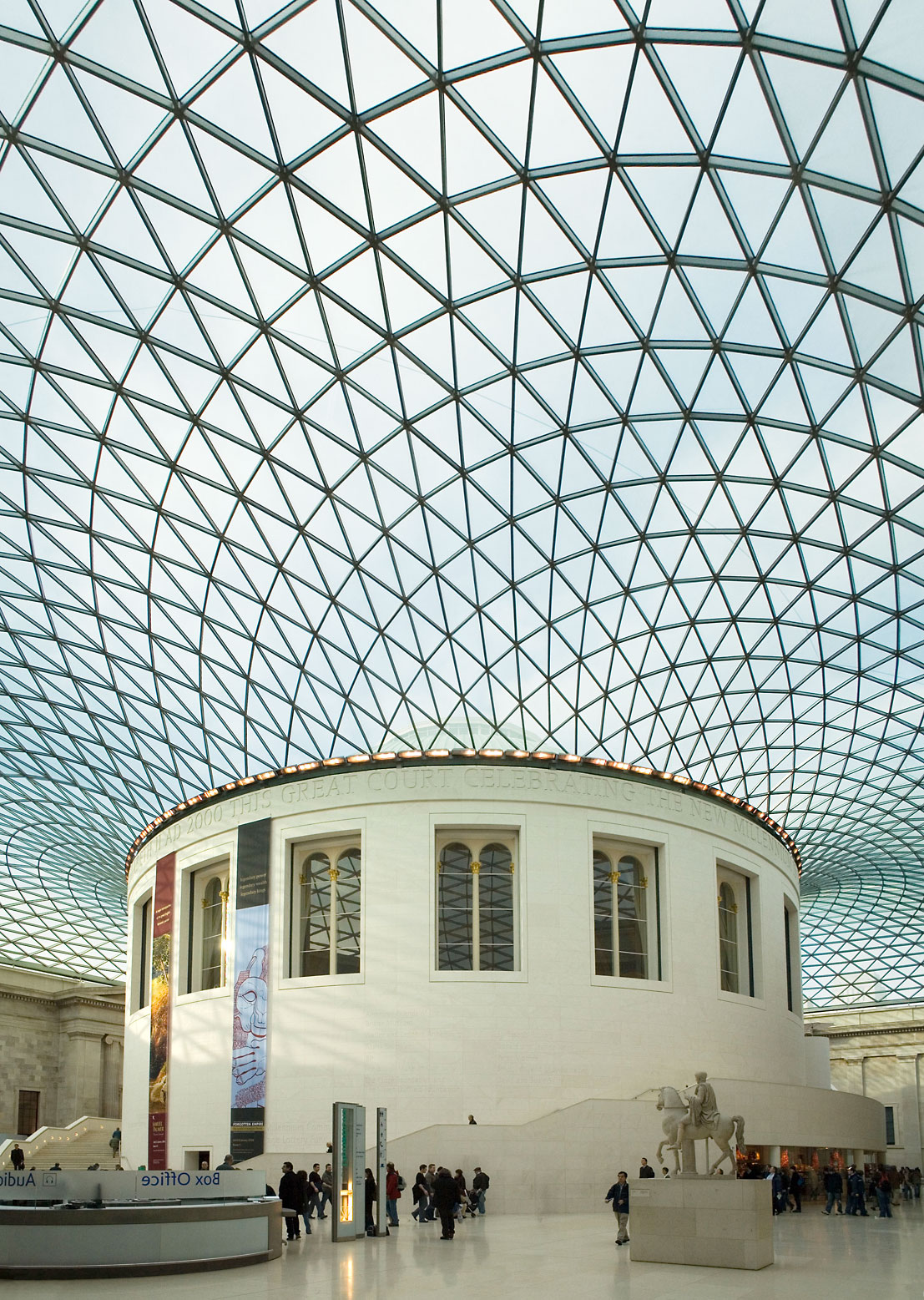
Сетчатая оболочка Британского музея, архитектор Норман Фостер, 2000
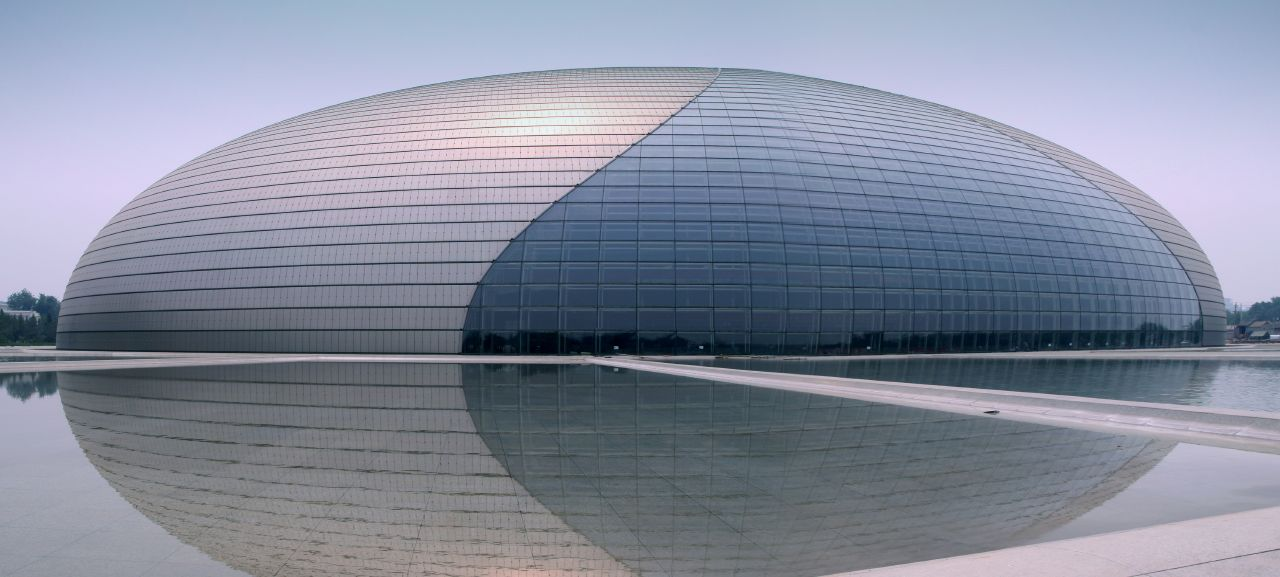
Пекинский оперный театр, Китай
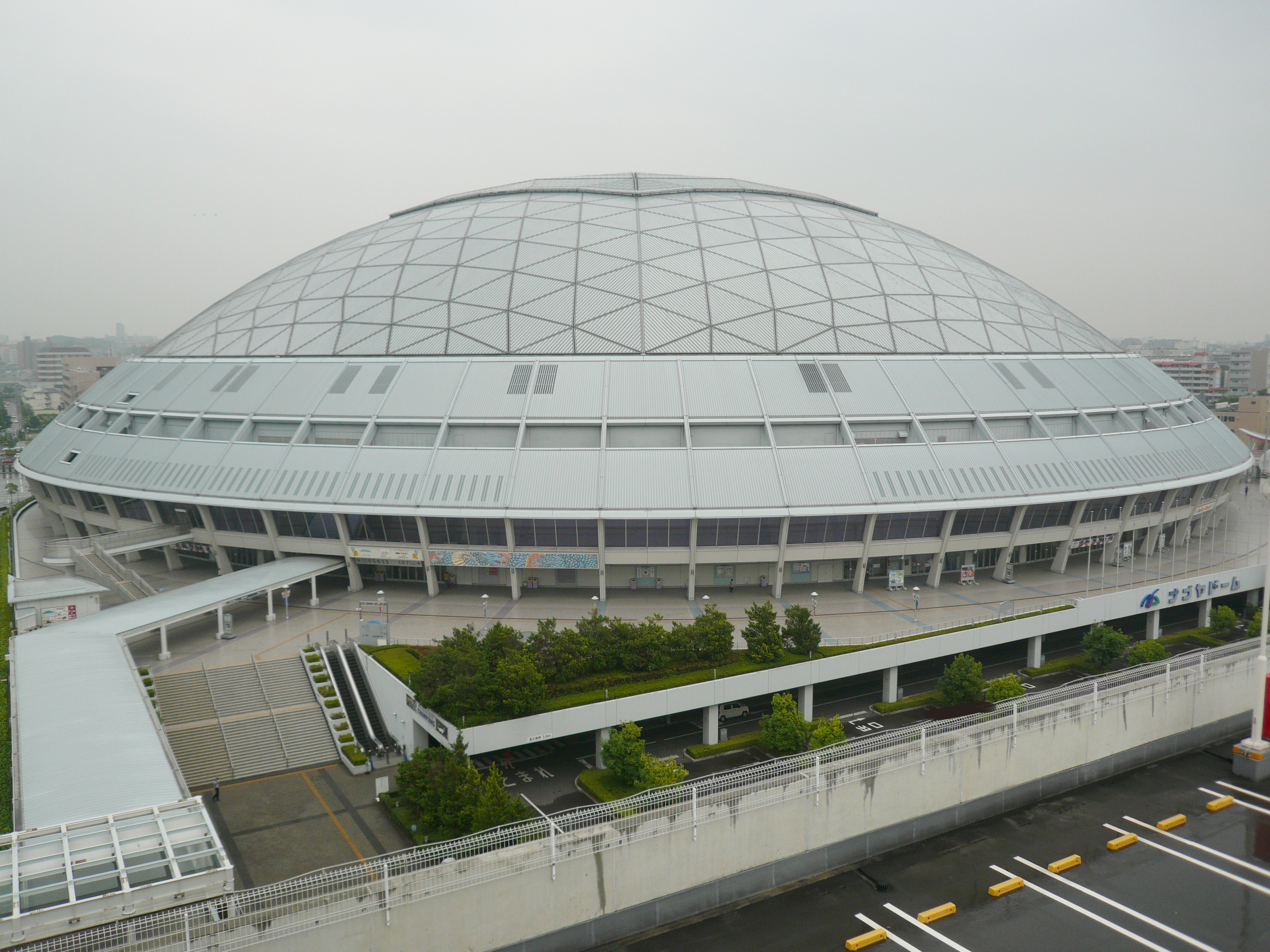
Nagoya Dome, Нагоя, Япония
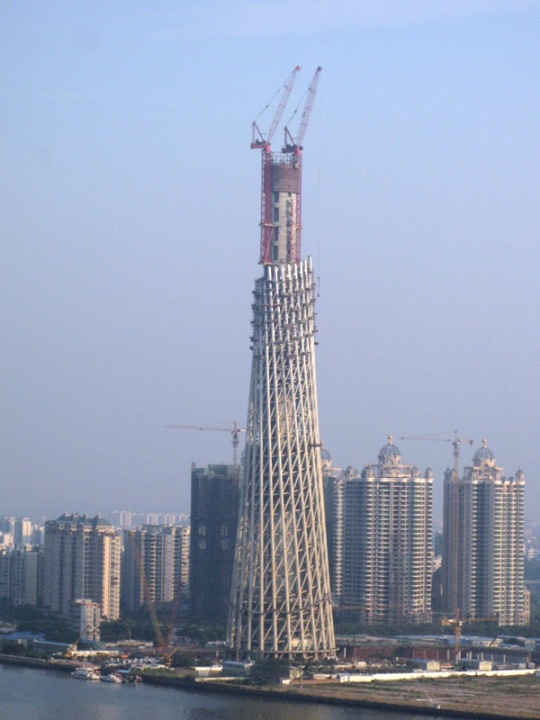
Строительство сетчатой 610-метровой телебашни в Гуанчжоу, Китай
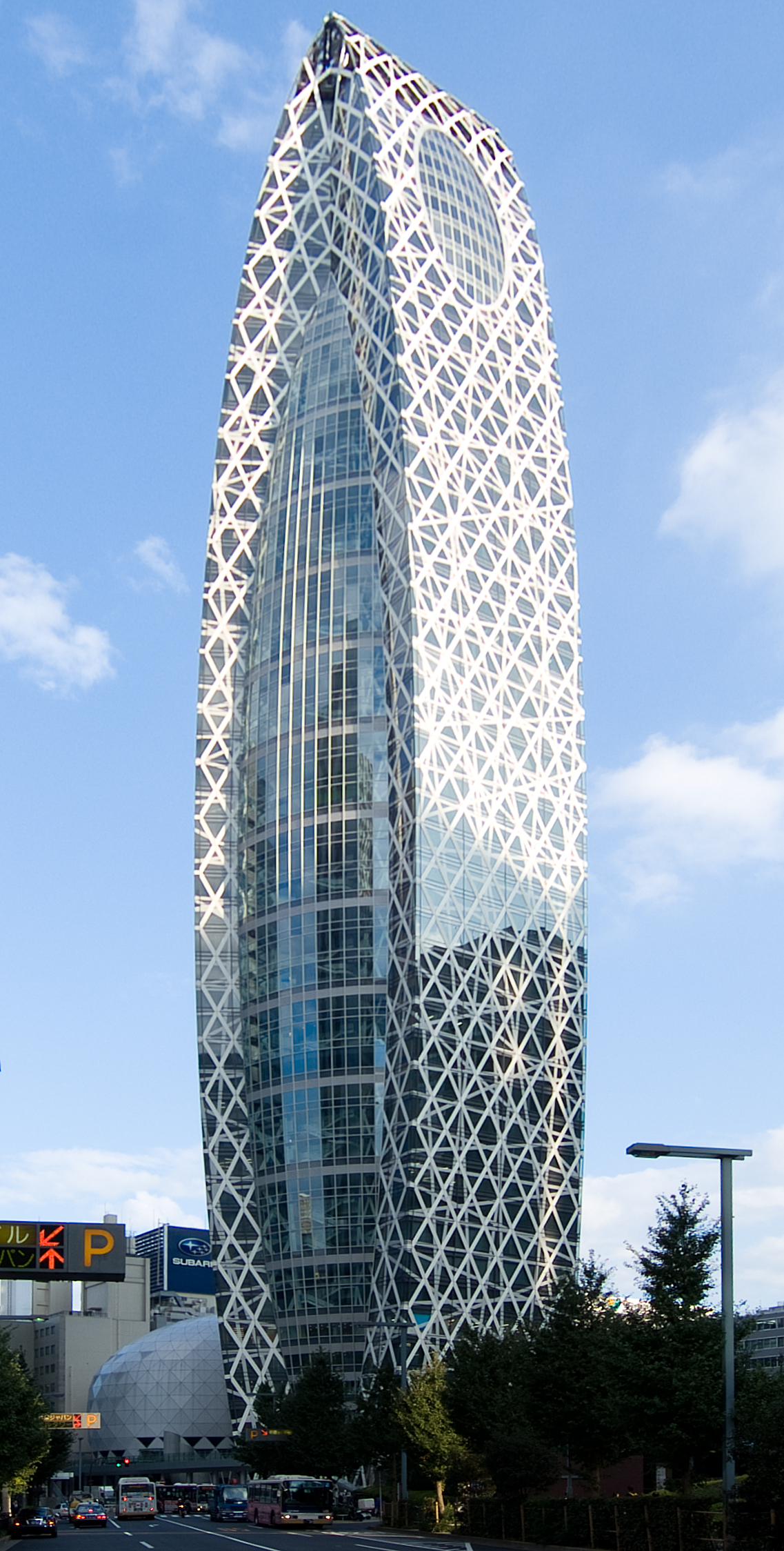
Сетчатая оболочка Mode Gakuen Cocoon Tower, Токио, Япония
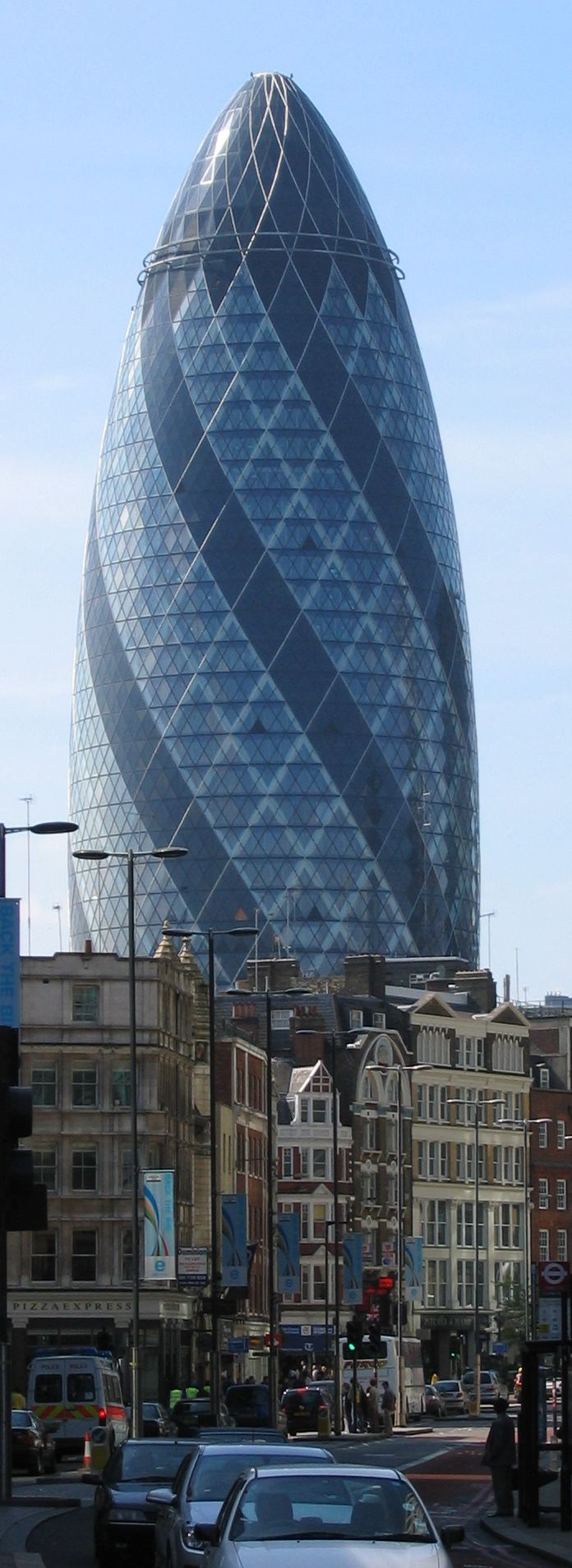
Сетчатая оболочка небоскрёба Мэри-Экс, Лондон
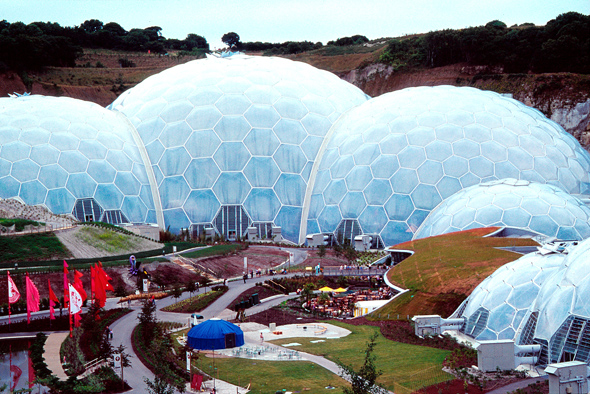
Проект Эдем, Корнуолл, Великобритания
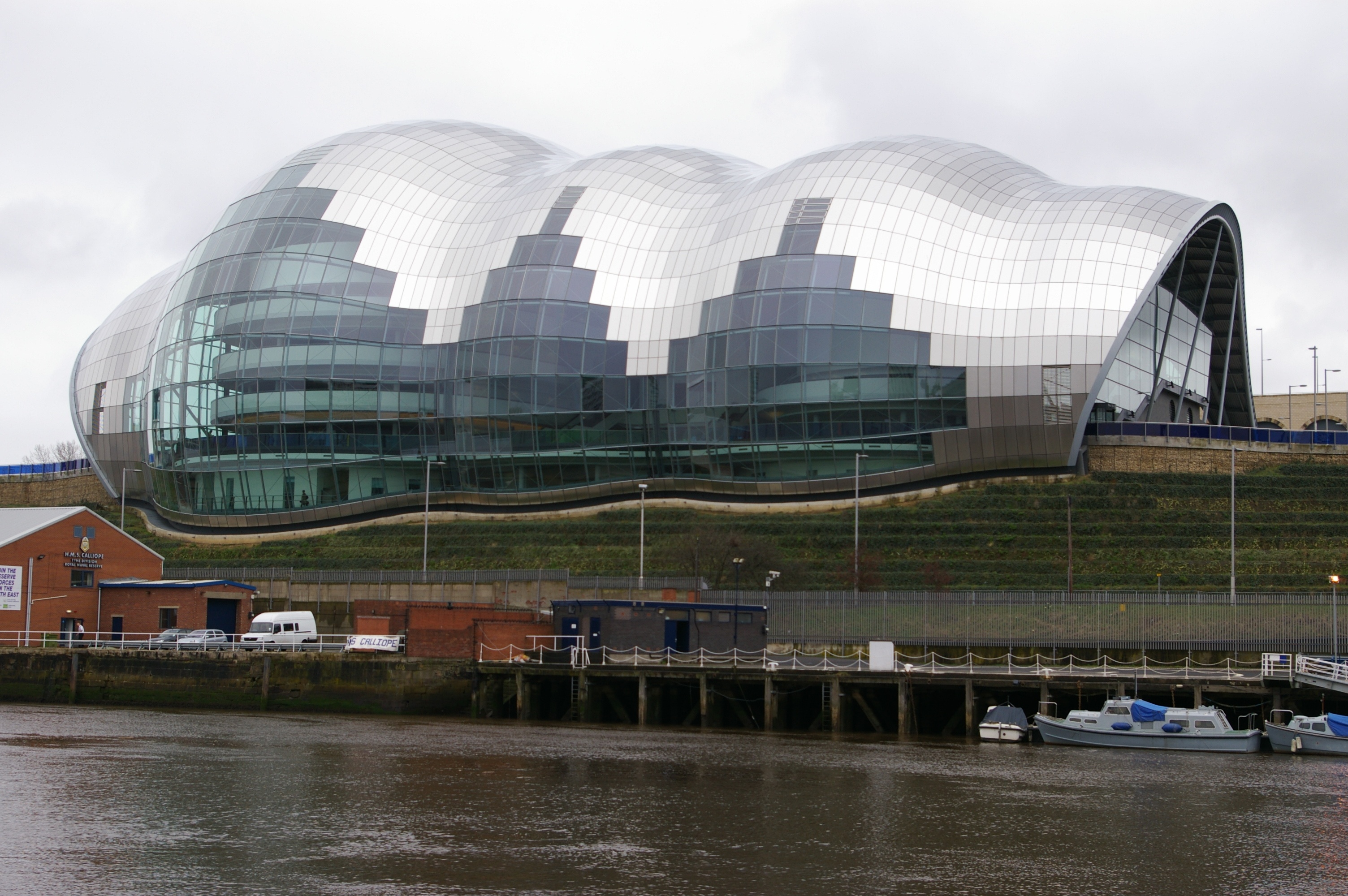
Sage Gateshead, Великобритания
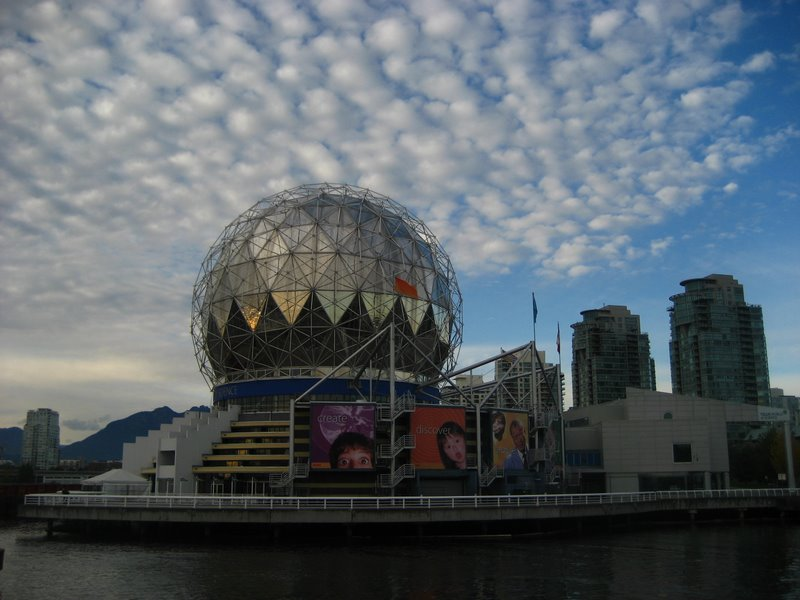
Science World, Ванкувер, Канада
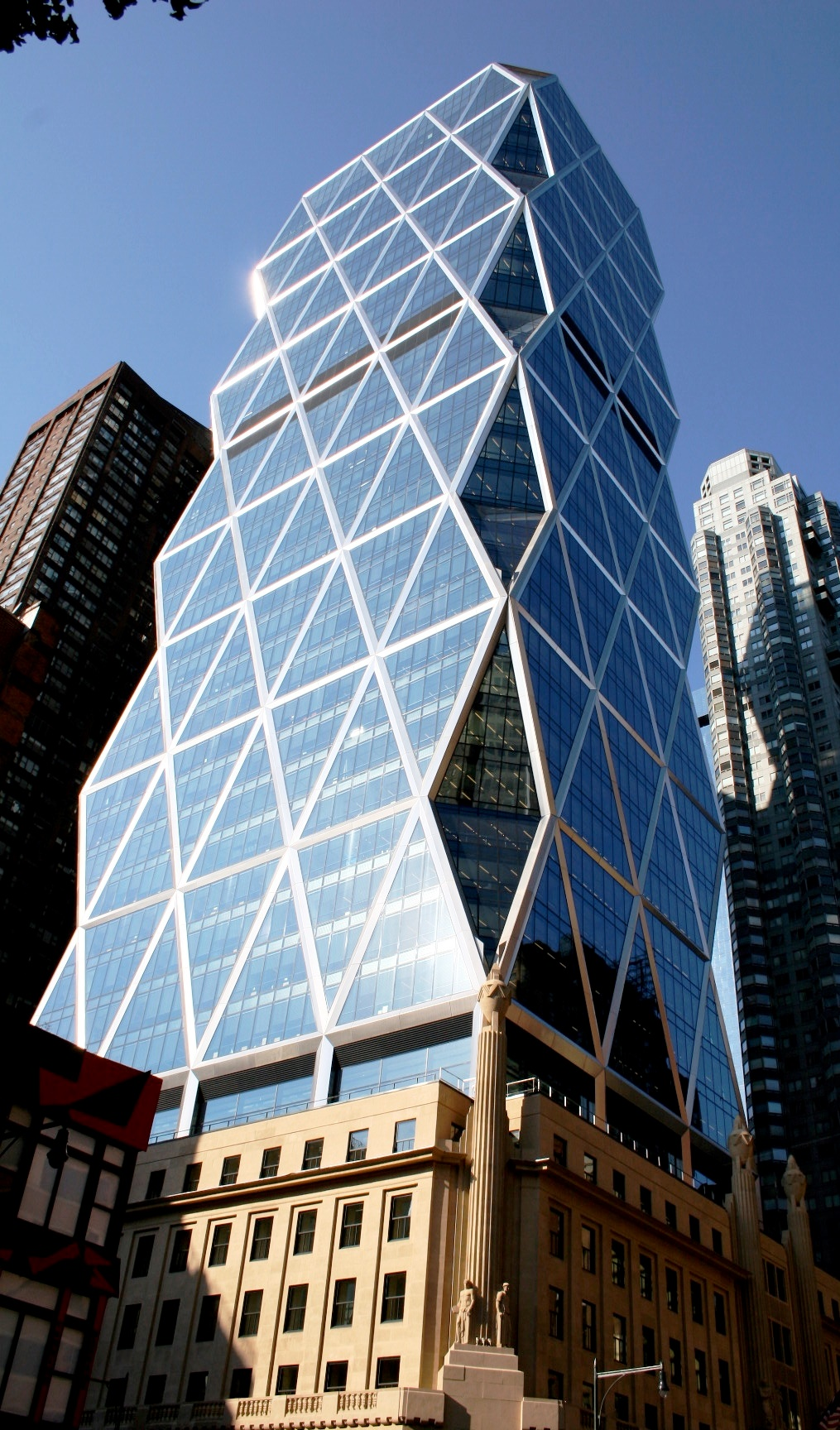
Сетчатая оболочка башни Хёрст, Нью-Йорк